# Marko Livaja
Marko Livaja (født 26. august 1993) er en kroatisk fodboldspiller, der spiller for HNK Hajduk Split.
Den 31. oktober 2022 blev Livaja udtaget til Kroatiens sidste 26-mand store trup til VM i fodbold 2022 i Qatar.